# Búnquers i casamates del camí de Canyelles
Els Búnquers i casamates del camí de Canyelles són una obra del municipi de Vilajuïga (Alt Empordà) inclosa en l'Inventari del Patrimoni Arquitectònic de Catalunya.

## Descripció
Situats al nord-est del nucli urbà de la població de Vilajuïga, a banda i banda del camí que porta al coll de Canyelles, el qual s'agafa des de la carretera que porta a Sant Pere de Rodes (GIP-6041), en el sector de Comes Tortes.
Es tracta d'un conjunt de quatre búnquers soterrats de planta quadrada, bastits amb ciment i coberts amb terra i pedres de la zona, a manera de camuflatge. Presenten obertures rectangulars apaïsades per a la defensa del camí i una porta rectangular d'accés a l'interior. De les quatre fortificacions existents, destaca el primer búnquer del camí, ja que presenta un parament de pedra i ciment que recobreix el formigó, amb una part restaurada recentment. També destaca l'últim búnquer del camí, situat en una posició més elevada. Presenta unes mides més grans que la resta de fortificacions, amb les cantonades arrodonides. Probablement correspongui al búnquer del comandament.

## Història
Aquestes fortificacions pertanyen a l'extensa i àmplia xarxa de búnquers i nius de metralladora, bastides entre els anys 1940-45, que s'estén tot al llarg de les terres properes a la frontera i al litoral nord de l'Empordà. Aquesta va ser nomenada "linea P" o linea Peréz, encara que també és coneguda com a línia Gutierrez, potser pel fet que el coronel d'enginyer Manuel Duelo Gutiérrez, va participar en una reunió relativa a la fortificació d'aquesta línia.
Realment, l'origen del nom ve donat per la posició geogràfica de la línia en qüestió que abastava tota la part del Pirineus, d'aquí que s'anomenés P. Totes aquestes construccions foren bastides després d'acabar-se la guerra del 1936-39 pels serveis de l'exèrcit del govern dictatorial, en resposta a una possible invasió procedent de França.